# Bernhard Salzmann (Politiker, 1886)

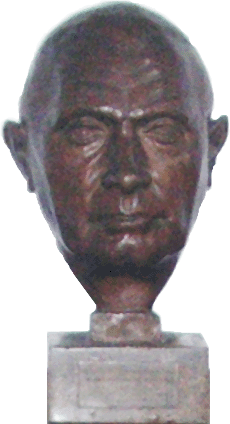
Büste von Bernhard Salzmann

Bernhard Salzmann (* 14. März 1886 in Siegen; † 11. Februar 1959 in Münster) war ein westfälischer Politiker und Verwaltungsbeamter. Er war erster Direktor des Landschaftsverbandes Westfalen-Lippe.

## Leben und Wirken
Nach dem Abitur am Kgl. Gymnasium Thomaeum in Kempen am Niederrhein im Jahre 1906 begann Salzmann ein Studium der Rechte an der Albert-Ludwigs-Universität Freiburg, der Christian-Albrechts-Universität zu Kiel und der Westfälischen Wilhelms-Universität in Münster und beendete es im März 1910 mit der 1. juristischen Staatsprüfung am Oberlandesgericht in Hamm. In Münster wurde Salzmann Mitglied des KStV Markomannia Münster im Kartellverband katholischer deutscher Studentenvereine (KV), dessen Philistersenior er von 1952 bis zu seinem Tode war.
Nach dem Sturz des NS-Regimes wurde Salzmann von der alliierten Militärregierung zunächst aus dem Öffentlichen Dienst entlassen, da er als „NS-belastet“ eingestuft wurde. Zwar war er zu keinem Zeitpunkt Mitglied der NSDAP gewesen, dafür allerdings mehrerer Unterorganisationen. Dazu zählte der Nationalsozialistisches Fliegerkorps, der Reichsbund der deutschen Beamten, die Nationalsozialistische Volkswohlfahrt, die NS-Kriegsopferversorgung, der Nationalsozialistische Rechtswahrerbund und der NS-Reichskriegerbund. Trotzdem kam er wieder in öffentliche Ämter und gehörte in den Nachkriegsjahren zu den Politikern Westfalens mit einem hohen Bekanntheitsgrad und galt als volkstümlich. Von 1945 bis 1953 war er letzter Landeshauptmann des Provinzialverbandes Westfalen sowie 1953/54 erster Direktor des neu gebildeten Landschaftsverbandes Westfalen-Lippe.
Salzmann war von 1945 bis 1959 Präsident des Landesverbands Westfalen-Lippe des Deutschen Roten Kreuzes.

## Ehrungen
- Die Medizinische Fakultät in Münster verlieh Bernhard Salzmann 1950 die Ehrendoktorwürde für seine Verdienste um die Medizin auf dem Gebiet der öffentlichen Gesundheitspflege.
- Die Universität Münster machte ihn zwei Jahre später am 1. Juli 1952 im Rahmen der Feierlichkeiten zum 50. Jahrestag zur Wiedererhebung der Universität Münster „in Würdigung seiner besonderen Verdienste um die Förderung und Entwicklung der Westfälischen Wilhelms-Universität und in Anerkennung der verständnisvollen Unterstützung der Forschungsarbeiten, die mit der Provinz Westfalen räumlich verknüpft sind“, zu ihrem Ehrenbürger.[5]
- Das Deutsche Rote Kreuz ehrte Bernhard Salzmann durch das Ehrenzeichen I. und II. Klasse.
- Bundespräsident Theodor Heuss überreichte Bernhard Salzmann das Große Verdienstkreuz mit Stern des Verdienstordens der Bundesrepublik.
- Die Bernhard-Salzmann-Klinik für Suchtkranke in Gütersloh als Teil des LWL-Klinikums ist nach ihm benannt, ebenso die Salzmannstraße in Münster.